# Fritz Hofmann (Politiker, 1928)
Fritz Hofmann (* 31. Jänner 1928 in Wien; † 31. Mai 2018) war ein österreichischer Politiker (SPÖ). Bekannt wurde er vor allem dadurch, dass er zur Zeit des Einsturzes der Reichsbrücke in der Wiener Landesregierung das Amt des Stadtrats für Planung ausübte.

## Leben
Hofmann besuchte die Bundesgewerbeschule für Hochbau in Wien und trat im Jahr 1947 in den Dienst der Gemeinde ein. Er arbeitete erst in der Stadtplanungsabteilung und danach als Bauinspizient in der Magistratsabteilung 24.
Im Jahr 1945 trat Hofmann der Sozialistischen Jugend bei. 1949 wurde er Bezirksvorstand der SPÖ-Floridsdorf und 1962 deren Vorsitzender. Dieses Amt übte er noch bis 1990 aus. Von 1967 bis 1976 war er als SPÖ-Mandatar im Wiener Gemeinderat vertreten.
1969 erfolgte seine Berufung zum amtsführenden Stadtrat für Planungsfragen. Nach dem Reichsbrückeneinsturz 1976 war er zunächst großer Kritik von Medien und Opposition ausgesetzt. Zum Zeitpunkt des Einsturzes befand sich Hofmann auf Urlaub in der Schweiz, sodass er vom Unglück nichts mitbekam. Erst nach einigen Tagen – Hofmann war bereits über Zeitungen und Rundfunk gesucht worden – wurde sein Autokennzeichen in der Schweiz erkannt und Hofmann flog unverzüglich nach Wien. Dort übernahm er die Verantwortung für das Unglück und trat von seinem Amt zurück. Als der Bericht der Reichsbrücken-Expertenkommission ergab, dass der Einsturz nach dem damaligen Stand der Technik nicht vorhersehbar gewesen wäre und daher praktisch nicht zu verhindern, galt Hofmann als rehabilitiert. Zunächst arbeitete er, von 1978 bis 1981, als Klubobmann der SPÖ-Fraktion im Wiener Landtag und Gemeinderat.
Nach der Ermordung Heinz Nittels, des Wiener Stadtrats für Straße, Verkehr und Energie, übernahm Hofmann im Jahr 1981 dessen Ressort. Im Jahr 1983 wurde Hofmann erneut zum Planungs-Stadtrat berufen. Dieses Amt bekleidete er bis 1987, als er zum Präsidenten des Wiener Landtags gewählt wurde. Im Jahr 1991 legte er auch diese Funktion zurück und trat in den Ruhestand.
1994 wurde Fritz Hofmann zum Bürger der Stadt Wien ernannt. Seine Trauerfeier fand in der Feuerhalle Simmering statt, Hannes Androsch hielt die Trauerrede.